# Hamza Yazıcı
Hamza Yazıcı (* 4. Februar 1992 in Istanbul) ist ein türkischer Schauspieler.

## Leben und Karriere
Yazıcı wurde in Istanbul geboren. Seine Familie stammt ursprünglich aus Antakya. Sein Debüt gab er 2014 in dem Film Polis Akademisi Alaturka. Im selben Jahr trat er in Piyasadan Büyük Alacağımız Var auf. Bekannt wurde er vor allem durch seine Rollen in Comedy-Programmen wie Güldür Güldür Show, in der er die Figur „Taylan“ spielte, sowie durch seine Auftritte in Çok Güzel Hareketler Bunlar 2.
Außerdem spielte er 2017 in dem Film Kolonya Cumhuriyeti mit. Unter anderem war Yazıcı 2019 in Organize İşler: Sazan Sarmalı zu sehen. Von 2021 bis 2023 bekam er eine Rolle in Camdaki Kız.

## Filmografie
Filme
- 2014: Polis Akademisi Alaturka
- 2014: Piyasadan Büyük Alacağımız Var
- 2015: Çılgın Kamp
- 2015: Bizans Oyunları
- 2017: Kolonya Cumhuriyeti
- 2018: Organize İşler Sazan Sarmalı

Serien
- 2021–2023: Camdaki Kız
- 2023: Doğu

Sendungen
- 2016: Görevimiz Komedi
- 2017–2018: Güldür Güldür Show
- 2019: Çok Güzel Hareketler 2